# Matutinus africana
Matutinus africana är en insektsart som beskrevs av Ronald Gordon Fennah 1969. Matutinus africana ingår i släktet Matutinus och familjen sporrstritar. Inga underarter finns listade i Catalogue of Life.